# Скейлс, Прунелла
Прунелла Маргарет Рамни Иллингуорт (англ. Prunella Margaret Rumney Illingworth; род. 22 июня 1932, Саттон-Абингер, Суррей, Англия) — британская актриса, наиболее известная по роли Сибил Фолти в комедии BBC «Башни Фолти», командор Ордена Британской империи, супруга актёра Тимоти Уэста.

## Биография
Скейлс родилась 22 июня 1932 года в Саттон-Абингере, Суррей, в семье актрисы Кэтрин (урожденной Скейлс) и Джона Ричардсона Иллингворта, продавца хлопка.
В 1939 году, в начале Второй мировой войны, родители Скейлс переехали со своими детьми в Бакс-Милл близ Бидефорда в Девоне. В 1942 году Скейлс получила стипендию в школе Мойра Хаус, которая была эвакуирована из Истборна в отель на озере Уиндермир в Ланкашире. Её сопровождали мать и брат. Скейлс продолжила свое обучение, когда Мойра Хаус вернулась в Истборн. В 1949 году ей была присуждена стипендия на двухгодичный курс обучения в школе Олд Вик; школа Мойра Хаус хотела, чтобы она подала документы в Оксбридж.
Скейлс начала свою карьеру в 1951 году в качестве помощника режиссёра в бристольском театре «Олд Вик». Тогда она заявила, что всегда хотела стать актрисой. На протяжении всей своей актёрской карьеры она часто исполняла комические роли.

## Награды
Скейлз была назначена командором ордена Британской империи в Списке наград в 1992 году. Её муж был удостоен такой же чести в списке почетных гостей 1984 года.